# إدوارد بالينغر
إدوارد بالينغر (بالإنجليزية: Edward Ballinger)‏ هو مبارز بالسيف أمريكي، ولد في 25 أكتوبر 1951 في نيويورك في الولايات المتحدة.

## وصلات خارجية
- إدوارد بالينغر على موقع أوليمبيديا (الإنجليزية)